# Foulehaio procerior
Foulehaio procerior (лат.) — вид воробьиных птиц из семейства медососовых (Meliphagidae). Ранее считался конспецифичным с двумя другими видами рода.

## Распространение
Эндемики Фиджи. Живут в тропических лесах, как равнинных, так и горных, а также в мангровых зарослях.

## Описание
Длина тела 19—21 см. Вес 25,2—45,4 г. Окраска гораздо темнее, чем у Foulehaio carunculatus. О различиях в вокализации с другими представителями рода нет сведений.
Диета в основном состоит из насекомых и нектара, но птицы также едят мелких позвоночных (сцинков, гекконов).

## Охранный статус
МСОП присвоил виду охранный статус «Вызывающие наименьшие опасения» (LC).